# Enis Nadarević
Enils Nadarevic (n. 19 iulie 1987) este un fotbalist bosniac care joacă pe postul de extremă. În prezent joacă pentru Città di Fasano.

## Cariera
Născut la Bihać, în fosta Iugoslavie, Nadarević s-a mutat în Italia în 2005 pe când era tânăr. El a semnat primul contract de fotbalist profesionist cu AS Varese 1910, dar inițial nu a putut să joace pentru club din cauza restricțiilor impuse asupra jucătorilor din afara Uniunii Europene în Serie B. A petrecut sezonul 2009-2010 sub formă de împrumut la echipa de Serie D ASD Sanvitese.
La scurt timp după ce un tribunal italian a decis că el poate juca în Serie B, Nadarevic și-a făcut debutul în campionat într-un meci împotriva Sienei la 18 decembrie 2010.

### Genoa
În ianuarie 2013, Genova l-a achiziționat pe Nadarević pentru suma de 300.000 de euro. La 16 iulie a fost împrumutat de clubul de Serie B AC Cesena. În ianuarie 2014 a plecat la Bari, fiind eliminat într-un meci și fiind suspendat pentru 3 meciuri.

### Trapani
La 19 iulie 2014, Nadarević a fost împrumutat tot în Serie B, la Trapani,, cu o opțiune de cumpărare. La 21 iunie 2015, Trapani și-a exercitat opțiunea.
La 28 ianuarie 2016 a fost împrumutat la Novara, cu opțiunea de cumpărare.

### Monopoli
La 18 decembrie 2016 a semnat cu Monopoli din Lega Pro. În august 2016 a Nadarević a semnat un contract de 1 an cu echipa de Serie C, Fidelis Andria.